# Ensar Brunčević
Ensar Brunčević (* 13. Februar 1999 in Novi Pazar) ist ein serbischer Fußballspieler.

## Karriere
Ensar Brunčević erlernte das Fußballspielen in der Jugendmannschaft von FK Spartak Subotica im serbischen Subotica. Hier stand er bis Ende 2019 unter Vertrag. 2018 bis 2019 wurde er an den FK Josanica ausgeliehen. 2020 wechselte er ablösefrei nach Singapur, wo er sich dem Erstligisten Balestier Khalsa anschloss. Der Verein spielt in der ersten Liga, der Singapore Premier League. Sein Erstligadebüt gab er am 1. März 2020 im Auswärtsspiel gegen die Tampines Rovers. Das Spiel wurde mit 0:1 verloren. Nach 44 Erstligaspielen für Balestier kehrte er im Januar 2023 in seine Heimat zurück. Hier unterschrieb er in Novi Pazar einen Vertrag beim Erstligisten FK Novi Pazar. Nachdem der Innenverteidiger dort bis zum Jahresende nur zehn Pflichtspiele absolviert hatte, kehrte er im Februar 2024 wieder nach Singapur zurück und schloss sich Hougang United an.